# Port Royal (Karolina Południowa)
Port Royal – miasto w Stanach Zjednoczonych, w stanie Karolina Południowa, w hrabstwie Beaufort.